# Maximilian Franzreb
Maximilian „Maxi“ Franzreb (* 18. August 1996 in Bad Tölz) ist ein deutscher Eishockeytorwart, der seit Juli 2025 bei den Adler Mannheim aus der Deutschen Eishockey Liga (DEL) unter Vertrag steht. Zuvor war Franzreb bereits für die Eisbären Berlin und Fischtown Pinguins Bremerhaven in der DEL aktiv.

## Karriere

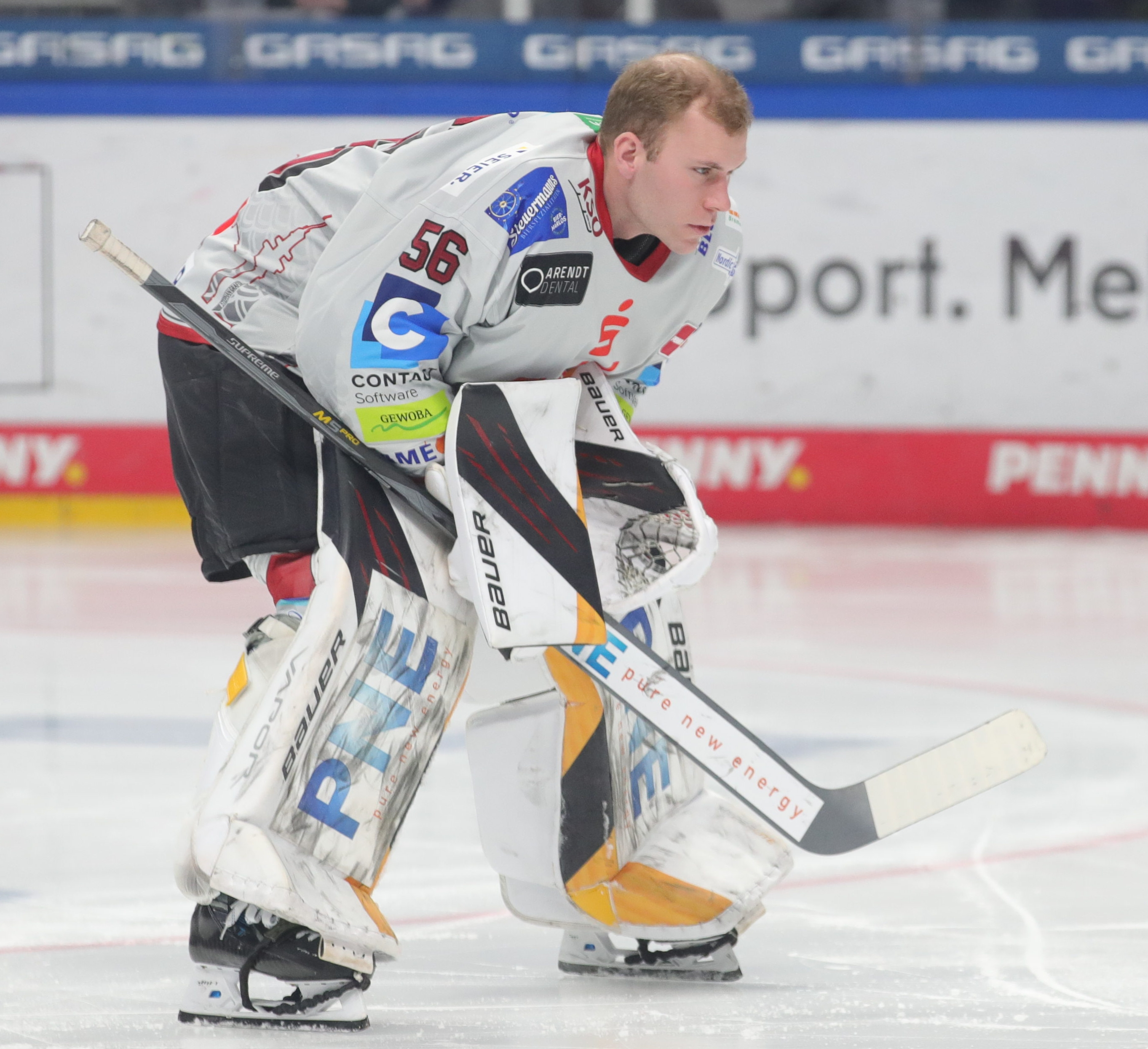
Franzreb im Trikot der Fischtown Pinguins Bremerhaven (2022)

Franzrebs Vater Markus war ebenfalls Eishockeytorwart und spielte unter anderem für den EC Bad Tölz und ESC Wolfsburg in der 2. Bundesliga. Maximilian zog nach Hamburg, als er sieben Jahre alt war. Er spielte in der Jugend des Hamburger SV, ab 2014 dann im Nachwuchsbereich der Hamburg Freezers. Im Februar 2015 gab er für die Freezers sein Debüt in der Deutschen Eishockey Liga (DEL) und galt damit als der erste in Hamburg ausgebildete Spieler, der in der Geschichte des 2016 aufgelösten Klubs in einem Spiel der DEL zum Einsatz kam.
Nach der Auflösung der Freezers wechselte Franzreb im Sommer 2016 zu den Eisbären Berlin und erhielt zudem eine Förderlizenz, um beim DEL2-Verein Lausitzer Füchse weitere Erfahrung zu sammeln. Anfang Januar 2020 wechselte er zum EC Bad Tölz in seine Geburtsstadt zurück und ging damit in die zweite Liga. Nach der Verpflichtung Justin Pogges wäre er in Berlin nur noch dritter Torwart gewesen. Er bestritt insgesamt 25 DEL-Einsätze für die Eisbären. In Bad Tölz wurde Franzreb Stammtorwart und wurde für seine Leistungen als bester Torhüter der Saison 2020/21 ausgezeichnet.
Im Mai 2021 gaben die Fischtown Pinguins Bremerhaven Franzrebs Verpflichtung zur Spielzeit 2021/22 bekannt. Dort avancierte er im Verlauf der Spielzeit 2022/23 zum Stammtorwart, wurde in der Folge – auch verletzungsbedingt – vom Letten Kristers Gudļevskis beerbt. Als dessen Ersatzmann feierte der Deutsche im Frühjahr 2024 mit dem Gewinn der Vizemeisterschaft den bis dato größten Erfolg der Bremerhavener Vereinsgeschichte. Im November 2024 wurde Franzrebs Wechsel zu den Adler Mannheim zur Saison 2025/26 bekannt.

### International
Mit der deutschen U20-Nationalmannschaft nahm Franzreb an der U20-Junioren-Weltmeisterschaft der Division IA 2016 in der österreichischen Landeshauptstadt Wien teil. Die deutsche Mannschaft schloss das Turnier auf dem fünften Rang ab, wobei der Torhüter sich die Eiszeit mit Daniel Fießinger teilte.
Im Frühjahr 2023 wurde Franzreb erstmals in den Kader der deutschen A-Nationalmannschaft berufen. Sowohl während der Vorbereitung auf die Weltmeisterschaft 2023 als auch bei den Welttitelkämpfen selbst, während deren Verlauf er als dritter Torhüter hinter Mathias Niederberger und Dustin Strahlmeier nachnominiert wurde, blieb er jedoch ohne Einsatzminuten. Die deutsche Mannschaft gewann am Turnierende die Silbermedaille.

## Erfolge und Auszeichnungen
- 2021 DEL2-Torwart des Jahres
- 2023 Höchste Fangquote der DEL-Playoffs
- 2024 Deutscher Vizemeister mit den Fischtown Pinguins Bremerhaven

### International
- 2023 Silbermedaille bei der Weltmeisterschaft

## Karrierestatistik

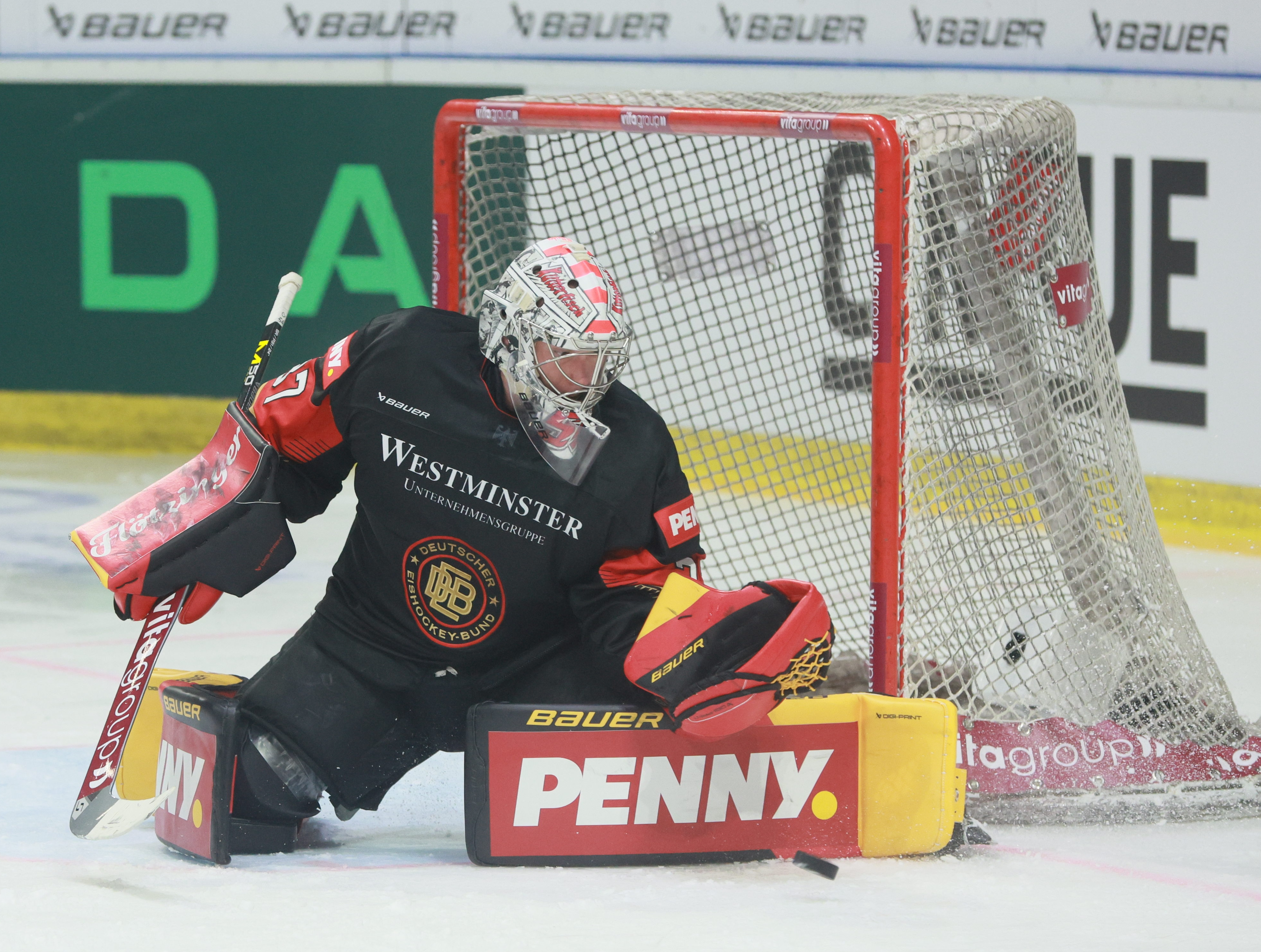
Franzreb als Spieler der deutschen Nationalmannschaft (2025)

Stand: Ende der Saison 2024/25

### International
Vertrat Deutschland bei:
- U20-Junioren-Weltmeisterschaft der Division IA 2016
- Weltmeisterschaft 2023

(Legende zur Torhüterstatistik: GP oder Sp = Spiele insgesamt; W oder S = Siege; L oder N = Niederlagen; T oder U oder OT = Unentschieden oder Overtime- bzw. Shootout-Niederlage; Min. = Minuten; SOG oder SaT = Schüsse aufs Tor; GA oder GT = Gegentore; SO = Shutouts; GAA oder GTS = Gegentorschnitt; Sv% oder SVS% = Fangquote; EN = Empty Net Goal; 1 Play-downs/Relegation; Kursiv: Statistik nicht vollständig)